# Falsk jerikoros
Falsk jerikoros eller uppståndelseväxt (Selaginella lepidophylla, tidigare benämnd Lycopodium lepidophyllum) är en flerårig växt i familjen mosslummerväxter. Den falska jerikorosen, som är 8-10 cm hög, sluter vid brist av vatten ihop sig till en boll och kan överleva flera år av torka.. Om den sedan vattnas, slår den ut grenarna igen och är snart grön på nytt. Växten förekommer naturligt i södra USA och Mexiko, men odlas även som krukväxt i andra delar av världen.

Falsk jerikoros som vecklar ut sig efter att ha blivit vattnad.